# Vasum capitellum
Vasum capitellum är en snäckart som först beskrevs av Carl von Linné 1758.  Vasum capitellum ingår i släktet Vasum och familjen Turbinellidae. Inga underarter finns listade i Catalogue of Life.